# 岩崎勝
岩崎 勝 (いわさき まさる、英: Masaru Iwasaki、1950年3月2日 - ) は、日本の元モーターサイクル・ロードレーサー。1970年代よりスズキのオートバイ車両開発に従事。引退後はホンダ系サテライトチーム「ブルーフォックス」の監督としてTT-F1と500ccで全日本チャンピオンを獲得した。

## 経歴

### スズキ時代
スズキの社内チームである浜松チームタイタン創設に尽力し、市販用オートバイ車両をテストコースで走らせ開発を担う。1970年代はホンダ・CB750とカワサキ・Z1が人気となっており、2スト車での豊富な実績を持つスズキであったが4ストローク車では後発であり、先行ライバルメーカーに対抗すべく、同社初となる4ストロークエンジン搭載車としてGS750の試作・開発していた。岩崎はそのテストライダーとして走行を重ねエンジン開発、車体開発に深く携わり貢献する。このほかGSXや市販レーサーRGB500の車両開発も担当した。
また、レーサーとして全日本ロードレース選手権に参戦。1975年ジュニア125クラスにRG125で参戦しランキング9位。1976年からライセンス区分がエキスパートへと昇格し、その初年度の第2戦筑波よりRG500を託され参戦。世界グランプリではすでに投入され結果を残していたRG500が国内レースで使用されるのは初めてであったが、排気量で勝るKR750で出場の清原明彦を追いかけ総合2位に入り、岩崎の名はデビュー戦にしてレース界にその名前が知れ渡った。第7戦鈴鹿200マイルレースではRG500を優勝に導いた。しかし1977年は怪我のため参戦できない期間となり、1978年7月に約二年ぶりのカムバックを果たす。このブランク時期にはヨーロッパのレース現場に赴き、バリー・シーンやパット・ヘネンのピットでメカニックを務めたこともあった。
1980年には開発するスズキ・RGB500の性能確認のためヨーロッパでロードレース世界選手権(現MotoGP)にスポット参戦した。変わったところでは、1983年にRG500のスクエア4エンジンをタテに半分にしたテストマシンで全日本250ccクラスにエントリーし予選を走ったが、開発途上のため予選のみの走行であった。

### チーム・ブルーフォックス
現役を引退後、1986年に入交昭廣が立ち上げたチーム・ブルーフォックスの監督に就任。ホンダのマシンを使用し、全日本ロードレースに参戦するチームをマネージメントした。250ccクラスに一ノ瀬憲明、TT-F3クラスに阿部直人で参戦。1988年に宮崎祥司のライディングにより全日本選手権TT-F1クラスシリーズチャンピオンを獲得。若く速いライダーの発掘に長け、1992年より起用した武石伸也は鈴鹿8時間耐久レースでWGPライダーを抑えてポールポジションを獲得する速さを見せ、1993年には国際A級ライセンスを取得直後の阿部典史を最高峰500ccクラスに起用し、チームはHRCから貸与されたNSR500でシリーズチャンピオンを獲得した。

## レース戦歴

### 全日本ロードレース選手権
| 年     | チーム             | マシン          | 区分         | クラス | 1     | 2       | 3     | 4     | 5       | 6     | 7     | 8   | 9   | 10  | 順位 | ポイント |
| ------ | ------------------ | --------------- | ------------ | ------ | ----- | ------- | ----- | ----- | ------- | ----- | ----- | --- | --- | --- | ---- | -------- |
| 1975年 | 浜松チームタイタン | スズキ・RG125   | ジュニア     | 125cc  | SUZ 4 | TSU 4   | SUZ 9 | TSU   | SUZ 6   | SUG   | SUZ   | TSU | SUZ |     | 9位  | 23       |
| 1976年 | 浜松チームタイタン | スズキ・RG500   | エキスパート | 750cc  | SUZ   | TSU 2   | SUZ   | SUZ   | TSU Ret | SUG   | SUZ 1 | SUG | TSU | SUZ | -    | -        |
| 1981年 | 浜松チームタイタン | スズキ・GS1000  | 国際A級      | S1000  | TSU   | SUZ     | TSU   | SUZ   | SUG     | SUZ 6 | TSU   | SUG | SUZ |     | 位   |          |
| 1983年 | 浜松チームタイタン | スズキ・RG-Γ500 | 国際A級      | 500cc  | SUZ   | TSU     | SUZ   | TSU 7 | SUG     | SUZ   | TSU   | SUG | SUZ |     | 18   | 4        |
| 1983年 | 浜松チームタイタン | スズキ・250     | 国際A級      | 250cc  |       | TSU DNS | SUZ   | TSU   | SUG     | SUZ   | TSU   | SUG | SUZ |     | NC   | 0        |

- 1976年は750ccクラスにワークスマシンのRG500で参戦したが、規定によりワークスマシンは選手権対象外。

### ロードレース世界選手権
| 年     | クラス | チーム | マシン         | 1   | 2   | 3   | 4       | 5       | 6   | 7   | 8   | 順位 | ポイント |
| ------ | ------ | ------ | -------------- | --- | --- | --- | ------- | ------- | --- | --- | --- | ---- | -------- |
| 1980年 | 500cc  | スズキ | スズキ・RGB500 | ITA | SPA | FRA | NED DNQ | BEL DNQ | FIN | GBR | GER | NC   | 0        |